# Venusia biangulata
Venusia biangulata là một loài bướm đêm trong họ Geometridae.